# Hungría en los Juegos Olímpicos de Seúl 1988
Hungría estuvo representada en los Juegos Olímpicos de Seúl 1988 por un total de 188 deportistas que compitieron en 20 deportes.  
El portador de la bandera en la ceremonia de apertura fue el piragüista István Vaskuti.

## Medallistas
El equipo olímpico húngaro obtuvo las siguientes medallas:
| Nombre                                                                        | Deporte            | Competición                      |
| ----------------------------------------------------------------------------- | ------------------ | -------------------------------- |
| Oro                                                                           |                    |                                  |
| Imre Bujdosó László Csongrádi Imre Gedővári György Nébald Bence Szabó         | Esgrima            | Sable por eqs. M                 |
| Zsolt Borkai                                                                  | Gimnasia artística | Caballo con arcos M              |
| András Sike                                                                   | Lucha grecorromana | 57 kg M                          |
| József Szabó                                                                  | Natación           | 200 m braza M                    |
| Tamás Darnyi                                                                  | Natación           | 200 m estilos M                  |
| Tamás Darnyi                                                                  | Natación           | 400 m estilos M                  |
| Krisztina Egerszegi                                                           | Natación           | 200 m espalda F                  |
| János Martinek                                                                | Pentatlón moderno  | Individual M                     |
| János Martinek Attila Mizsér László Fábián                                    | Pentatlón moderno  | Equipos M                        |
| Zsolt Gyulay                                                                  | Piragüismo         | K1 500 m M                       |
| Attila Ábrahám Ferenc Csipes Zsolt Gyulay Sándor Hódosi                       | Piragüismo         | K4 1000 m M                      |
| Plata                                                                         |                    |                                  |
| István Messzi                                                                 | Halterofilia       | 82,5 kg M                        |
| József Jacsó                                                                  | Halterofilia       | 110 kg M                         |
| Tibor Komáromi                                                                | Lucha grecorromana | 82 kg M                          |
| Károly Güttler                                                                | Natación           | 100 m braza M                    |
| Krisztina Egerszegi                                                           | Natación           | 100 m espalda F                  |
| Erika Géczi Rita Kőbán Erika Mészáros Éva Rakusz                              | Piragüismo         | K4 500 m F                       |
| Bronce                                                                        |                    |                                  |
| Róbert Isaszegi                                                               | Boxeo              | Minimosca (48 kg) M              |
| István Busa Zsolt Érsek Róbert Gátai Pál Szekeres István Szelei               | Esgrima            | Florete por eqs. M               |
| Zsuzsanna Jánosi Edit Kovács Gertrúd Stefanek Zsuzsanna Szőcs Katalin Tuschák | Esgrima            | Florete por eqs. F               |
| Attila Ábrahám Ferenc Csipes                                                  | Piragüismo         | K2 500 m M                       |
| Zoltán Kovács                                                                 | Tiro               | Pistola rápida de fuego 25 m M   |
| Attila Záhonyi                                                                | Tiro               | Rifle en posición tendida 50 m M |